# Alice Lee
Alice Lee (Dedham, Reino Unido; 1858-Ruskington, Reino Unido; 1939) fue una matemática británica reconocida por su trabajo para refutar el uso de la craneometría aplicada a la medición de la inteligencia humana. Aplicando métodos estadísticos, Lee demostró que no existía una correlación entre la capacidad craneal y el grado de inteligencia, y que por tanto, la diferencia de capacidad craneal entre hombres y mujeres no implicaba una mayor inteligencia de los hombres respecto a las mujeres. 

## Primeros años y licenciatura
Entre 1876 y 1884 Lee estudió en el Bedford College, donde obtuvo su licenciatura en matemáticas en 1884, siendo una de las primeras mujeres en graduarse por la Universidad de Londres (Bedford College era en aquella época una facultad para mujeres de la Universidad de Londres).
Tras licenciarse, Lee permanecería en Bedford como profesora e investigadora hasta retirarse 1916.

## Trayectoria científica y doctorado
A partir de 1895, Lee asistió a las conferencias de estadística impartidas por Karl Pearson en el University College de Londres y se interesó en su aplicación de métodos estadísticos a la biología evolutiva. Bajo la dirección de Pearson, Lee inició sus estudios para obtener el doctorado. Su tema de investigación fue la variación en la capacidad craneal en humanos y su correlación con la capacidad intelectual.
Lee llevó a cabo un estudio sobre tres grupos: mujeres estudiantes del Bedford College, profesores masculinos delUniversity College y una selección de distinguidos anatomistas masculinos. Mediante una fórmula matemática, Lee calculó la capacidad craneal a partir de las medidas anatómicas, demostrando que no había correlación entre el tamaño del cráneo y la inteligencia.
En aquella época era una teoría aceptada que la capacidad del cerebro aumentaba con el tamaño, y que por tanto, el tamaño de la cavidad craneal era una medida de la capacidad intelectual. En consecuencia se creía que los hombres, que generalmente tenían la cabeza más grande que las mujeres, eran mentalmente superiores.
Debido a ello, la tesis de Lee «Un estudio de la correlación del cráneo humano» publicada en 1901, causó una gran controversia y generó críticas considerables tanto de sus examinadores de tesis como del eugenista Francis Galton, quien cuestionó la originalidad y la calidad científica de su trabajo. 
Finalmente, gracias al apoyo de Pearson, Lee obtuvo su doctorado en 1901. Al año siguiente, Pearson publicó dos artículos que respondían a las críticas que se habían dirigido contra los hallazgos de Lee. Dado que no hubo refutaciones significativas, el trabajo de Lee pronto fue aceptado por la comunidad científica.
Mientras trabajaba en el laboratorio de Pearson, Lee había comenzado a desarrollar sus propios proyectos de investigación. Como consecuencia de los mismos, publicó cuatro artículos científicos con su propio nombre y colaboró en otros 26. En dos ocasiones se negó a aparecer como coautora de un artículo publicado por Pearson, argumentando que solo había hecho aritmética.
Su investigación sobre el análisis estadístico de la variación dentro de las especies, una rama de la biología evolutiva, continuó hasta 1910 y la llevó a publicar una serie de artículos en la revista científica Biometrika desde 1902 en adelante. El trabajo de Lee también contribuyó a la preparación de funciones tabuladas, que los estadísticos y biólogos contemporáneos utilizaban con frecuencia. Su primera y segunda publicación sobre funciones tabuladas se publicaron en los informes de la British Science Association en 1896 y 1899. Otros trabajos posteriores sobre el tema fueron también publicados en Biometrika entre 1914 y 1927.

## Primera Guerra Mundial
Durante la Primera Guerra Mundial, Lee trabajó entre 1916 y 1918 en el cálculo de trayectorias de proyectiles, desarrollando tablas balísticas para la Sección Experimental Antiaérea del Departamento de Invenciones de Municiones. Además, trabajó en diversos proyectos de cálculo matemático para el Almirantazgo Británico.

## Legado científico
Alice Lee fue una de las pioneras que contribuyó a refutar la craneometría, teoría cuya validez científica ya se había comenzado a cuestionar en el siglo XIX y que fue totalmente desacreditada mediante datos empíricos en la primera década del siglo XX.
El golpe definitivo llegó en 1909 cuando el anatomista Franklin P. Mall publicó en el American Journal of Anatomy su estudio «On several anatomical characters of the human brain, said to vary according to race and sex, with especial reference to the weight of the frontal lobe» («Sobre varios caracteres anatómicos del cerebro humano, que varían según la raza y el sexo, con especial referencia al peso del lóbulo frontal»). En dicho estudio, tras aplicar medidas estadísticas al estudio del lóbulo frontal y las cisuras del cerebro humano, que se habían asociado con diferencias raciales y sexuales, Mall no encontró diferencias entre los cerebros masculinos y femeninos.